# Planina (Semič, Slovenija)
Planina je naselje u slovenskoj Općini Semiču. Planina se nalazi u pokrajini Dolenjskoj i statističkoj regiji Donjoposavskoj regiji. 

## Stanovništvo
Prema popisu stanovništva iz 2002. godine naselje je imalo stanovnika.